# St. Michael (Kelz)

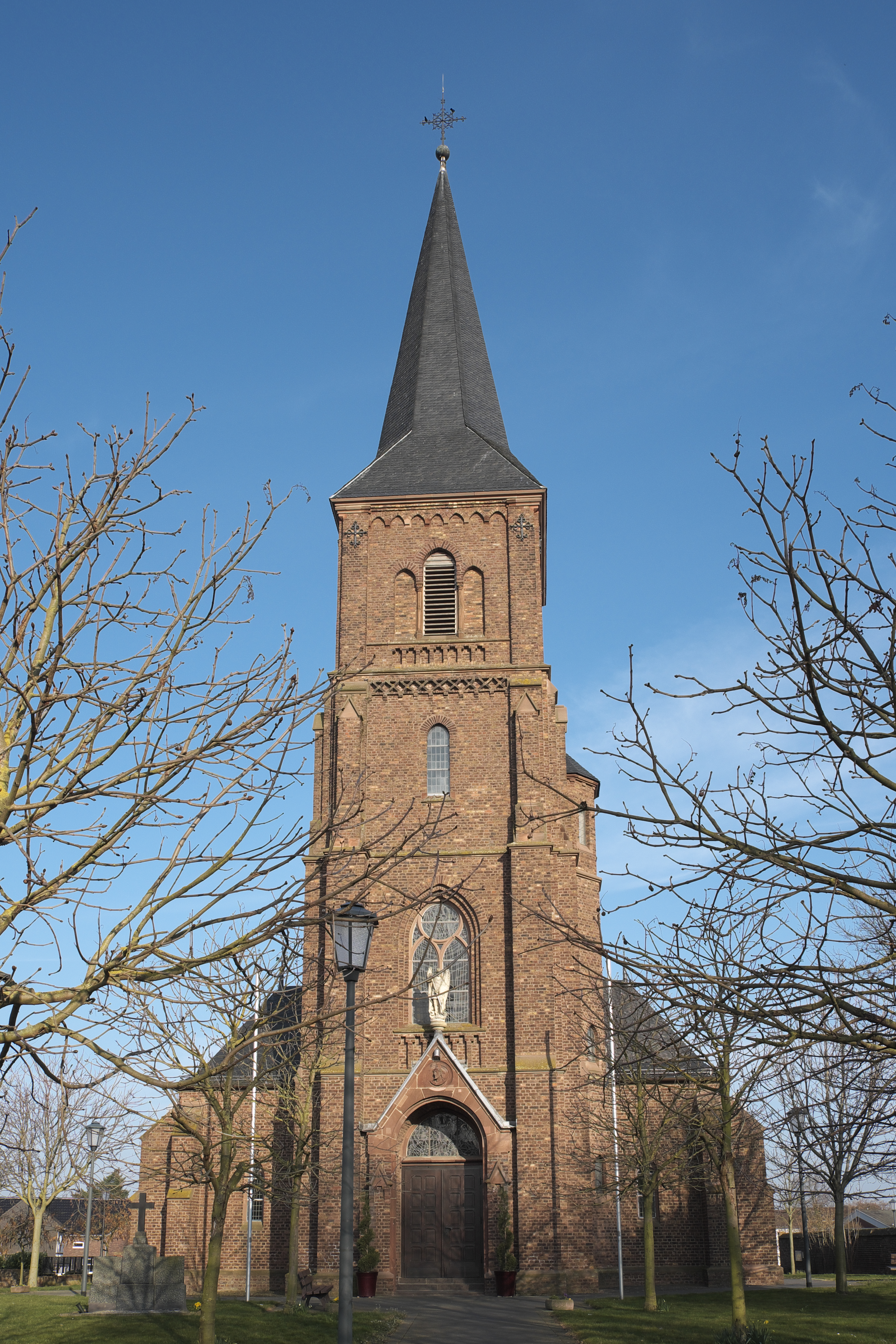
St. Michael in Kelz

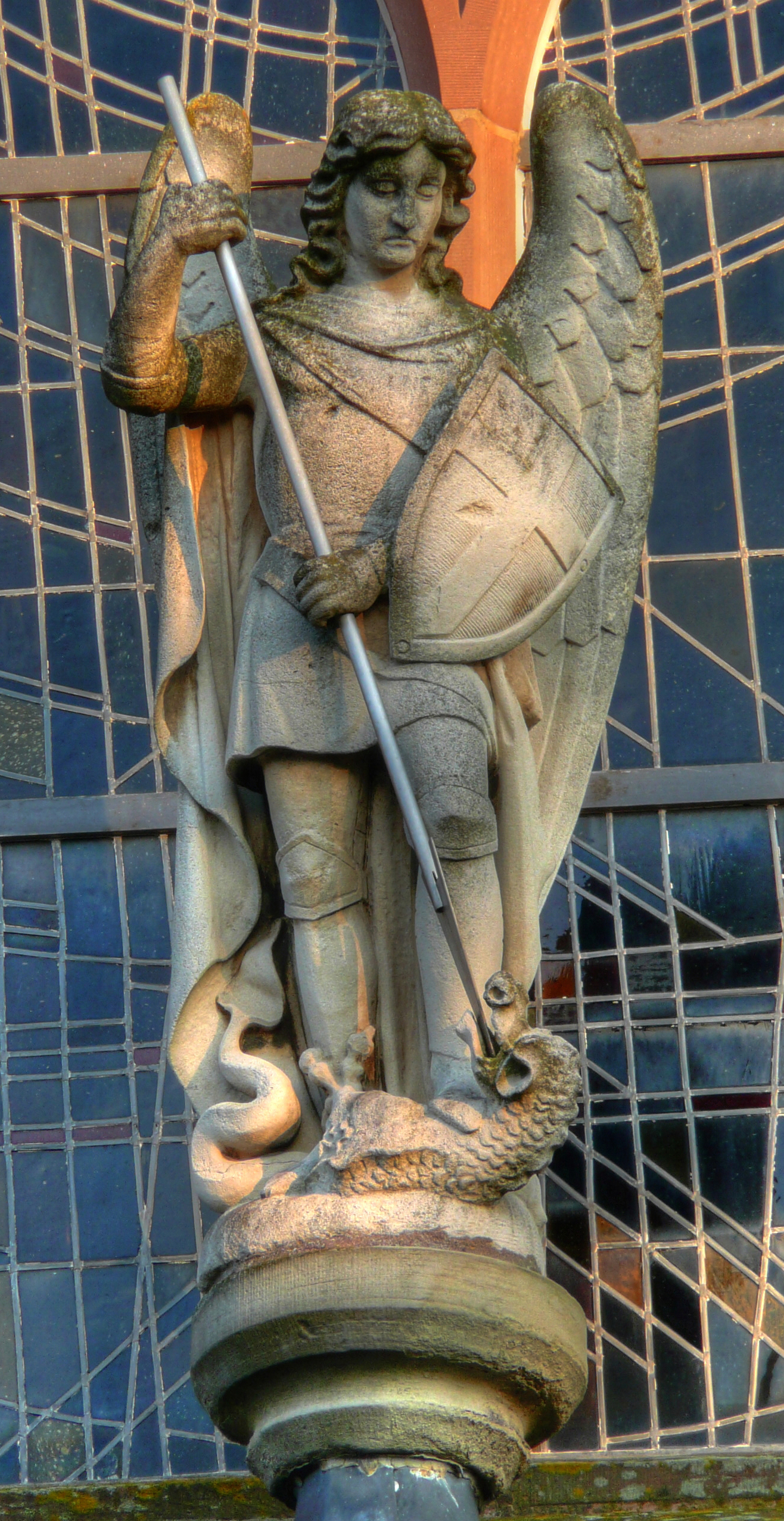
Michaelsstatue über dem Hauptportal

St. Michael ist eine römisch-katholische Filialkirche in Kelz, Gemeinde Vettweiß, im Kreis Düren in Nordrhein-Westfalen.
Sie wurde zwischen 1852 und 1853 nach Plänen von Vincenz Statz erbaut und ist unter Nummer Kel-5 in die Liste der Baudenkmäler in Vettweiß eingetragen.

## Geschichte
Eine Kirche in Kelz wird das erste Mal im Jahr 931 erwähnt. Diese Kirche hatte vermutlich schon den Status einer Pfarrkirche. Im Jahr 1641 brannte die Kelzer Kirche völlig nieder, lediglich größere Teile des Turmes blieben erhalten. So baute man 1641 ein neues Kirchenschiff, den Turm beließ man jedoch vorerst als Ruine. Mitte des 19. Jahrhunderts wurde die alte Kirche baufällig. So beschloss der Kirchenvorstand 1851 den Bau eines neuen Gotteshauses. 1852 wurde die alte Kirche bis auf den Turm, der wohl in der Zwischenzeit wiederaufgebaut worden war, abgerissen und im selben Jahr mit dem Bau der neuen Kirche begonnen. Die Pläne stammten vom Kölner Architekten Vinzenz Statz, der eine dreischiffige Basilika in neogotischen Formen geplant hatte. Am 13. September 1853 wurde das neue Gotteshaus schließlich geweiht. Im Jahr 1889 wurde der alte Kirchturm durch einen Blitzeinschlag stark beschädigt. So ersetzte man den Turm durch einen neuen, den der Kölner Architekt Richard Odenthal geplant hatte. Im Zweiten Weltkrieg wurde die Kirche so stark beschädigt, dass das Gewölbe des Mittelschiffs einstürzte. Anstatt des Gewölbes ist bei einer umfangreichen Instandsetzung der Kirche 1949 eine Holzdecke eingezogen worden. Bei einer weiteren Renovierung in den Jahren 1955 und 1956 ist die gesamte Kirchenausmalung übertüncht worden. In den Jahren 1988 bis 1997 wurde das Gotteshaus Innen wie Außen grundlegend renoviert.
Seit 2010 ist St. Michael in Kelz keine eigenständige Pfarrgemeinde mehr. Sie wurde mit den ehemaligen Pfarreien St. Gereon (Vettweiß), St. Amandus (Müddersheim), St. Antonius (Ginnick), St. Gangolf (Soller), St. Jakobus der Ältere (Jakobwüllesheim), St. Johann Baptist (Sievernich), St. Martin (Froitzheim), und St. Petrus (Gladbach) zur Pfarre St. Marien, Vettweiß fusioniert.

## Ausstattung
In der Kirche befindet sich ein neugotischer Hochaltar aus Sandstein aus dem Jahr 1867, die beiden neugotischen Seitenaltäre, die ebenfalls aus Sandstein gefertigt sind, wurden bereits 1860 aufgestellt. Alle drei Ältäre wurden nach Entwürfen von Vincenz Statz gefertigt. Weiterhin befindet sich im Chor ein Chorgestühl, Werk eines Kelzer Schreiners, das aus der Vorgängerkirche übernommen wurde. Die Fenster der Kirche stammen zum größten Teil aus den 1950er Jahren und sind Werke des Künstlers Hermann Gottfried. Ein weiteres Fenster stammt von Wilhelm de Graaf von 1954 und zwei weitere Fenster sind 1900 von einem unbekannten Künstler geschaffen worden.

## Orgel
Die erste Orgel der Kirche war ein Werk der Orgelbauwerkstatt Gebrüder Müller aus Reifferscheid aus dem Jahr 1856. 1934 erhielt die Kirche die heutige Orgel mit 20 klingenden Registern, die von der Orgelbauanstalt Georg Stahlhut aus Aachen erbaut wurde. Diese Orgel wurde 2014 umfassend von Orgelbaumeister Hubert Fasen renoviert.
Die Stahlhuth-Orgelhat eine elektropneumatische Spiel- und Registertraktur und nachfolgende Disposition:
| Pedal C–f1     |     |
| Subbass        | 16′ |
| Zartbass       | 16′ |
| Oktavbass      | 8′  |
| Choralbass     | 4′  |
| Liebl. Posaune | 16′ |

| Hauptwerk I C–g3 |     |
| Quintadena       | 16′ |
| Principal        | 8′  |
| Offenflöte       | 8′  |
| Dolce            | 8′  |
| Praestant        | 4′  |
| Mixtur 3-5f.     |     |
| Engl. Horn       | 8′  |

| Schwellwerk II C–g3 |        |
| Rohrgedackt         | 8′     |
| Salicional          | 8′     |
| Schwebung           | 8′     |
| Singend Prinzipal   | 24′    |
| Blockflöte          | 2′     |
| Nasat               | 2 2/3′ |
| Terz                | 1 3/5′ |
| Krummhorn           | 8′     |
| Tremulant           |        |

- Koppeln: II/I, II/P, I/P, Sub II/I, Super II/I, Super II/II
- Spielhilfen: Freie Komb., Piano, Mezzoforte, Forte, Tutti, Walze, Zungenabsteller

## Glocken
Im Glockenturm befindet sich ein vierstimmiges Bronze-Geläut.
| Nr. | Name | Gussjahr | Gießer                                             | Durchmesser (mm) | Gewicht (kg, ca.) | Schlagton (HT-1/16) | Inschrift |
| --- | ---- | -------- | -------------------------------------------------- | ---------------- | ----------------- | ------------------- | --------- |
| 1   | -    | 1950     | Hans Hüesker, Fa. Petit & Gebr. Edelbrock, Gescher | -                | -                 | fis′                | -         |
| 2   | -    | 1950     | Hans Hüesker, Fa. Petit & Gebr. Edelbrock, Gescher | -                | -                 | a′                  | -         |
| 3   | -    | 1950     | Hans Hüesker, Fa. Petit & Gebr. Edelbrock, Gescher | -                | -                 | h′                  | -         |
| 4   | -    | 1636     | Claudius Michelin, Lothringen                      | -                | -                 | d′′                 | -         |

## Pfarrer
Folgende Priester wirkten bis zur Auflösung der Pfarre als Pastor an St. Michael:
| von – bis | Name                       |
| --------- | -------------------------- |
| –1849     | Johann Laurenz Schnitzler  |
| 1849–1886 | Johann Martin Pangh        |
| 1886–1890 | Peter Joseph Scheidtweiler |
| 1890–1904 | Johann Wilhelm Sauvage     |
| 1904–?    | Heinrich Stiegeler         |
| 1925–1935 | Peter Pütz                 |
| 1935–1948 | Josef Scheer               |
| 1948–1996 | Hubert Klüttermann         |
| 1996–2005 | Wilhelm Lennarz            |
| 2005–2010 | Gerd Kraus                 |